# Крамер, Эдмонд
Эдмонд Крамер (нем. Edmond Kramer; 8 декабря 1906 или 12 августа 1906, Женева — апрель 1945, Ле Паки) — швейцарский футболист, игравший на позиции полузащитника.
Выступал, в частности, за клуб «Монпелье», а также национальную сборную Швейцарии. Серебряный призёр Олимпийских игр 1924 года.

## Клубная карьера
Во взрослом футболе дебютировал в 1923 году выступлениями за клуб «Кантональ Невшатель», в котором провёл один сезон.
Впоследствии с 1924 по 1927 год играл в составе команд «Бьенн» и «Галлия» (Лунель).
В 1927 году присоединился к составу французского клуба «Монпелье». Отыграл за команду из одноименного города следующие три сезона своей игровой карьеры. В 1929 году выиграл вместе с командой Кубок Франции.
В течение 1930—1937 годов защищал цвета швейцарских и французских клубов, среди которых были: «Урания», «Лозанна», «Серветт», «Ницца» (выступая за клуб выполнял также функции играющего тренера), «Виллербанн» и «Амьен». В составе «Урании» из Женевы стал в 1931 году победителем престижного международного турнира ЭКСПО в Париже; в финале с пражской «Славией» забил один из решающих голов.  
Завершил игровую карьеру в команде «Олимпик» (Алес), за которую выступал в течение 1937—1938 годов.

## Выступления за сборную
В 1924 году в неполные 18 лет дебютировал в официальных матчах в составе национальной сборной Швейцарии в товарищеском матче против сборной Франции (3:0).
В составе сборной был участником футбольного турнира на Олимпийских играх 1924 года в Париже, где вместе с командой завоевал «серебро». Сыграл только в одном матче: переигровке против Чехословакии (1:0).
Всего в течение карьеры в национальной команде, длившейся 9 лет, провёл в её форме 10 матчей, забив 1 гол.
Умер 1 января 1945 года на 39-м году жизни.

## Титулы и достижения
- Серебряный олимпийский призер: 1924
- Обладатель Кубка Франции: (1)

«Монпелье»: 1928/29